# Friedrich Benesch
Johann Friedrich Benesch (* 6. Juli 1907 in Sächsisch Regen, Österreich-Ungarn; † 16. Juni 1991 in Stuttgart) war ein deutscher Naturwissenschaftler, Nationalsozialist, Priester der Christengemeinschaft, Anthroposoph und Schriftsteller.

## Leben
Friedrich Benesch war das älteste von fünf Kindern eines Gymnasiallehrers. Er studierte von 1925 bis 1931 Naturwissenschaften in Marburg, Halle an der Saale und Klausenburg und von 1932 bis 1934 wieder in Marburg sein bisheriges (Pflicht-)Nebenfach Evangelische Theologie. Von 1938 bis 1941 hörte Benesch noch zusätzlich Vorgeschichte, Volks- und Rassenkunde bei Professor Walther Schulz in Halle. Schulz war Schüler und Nachfolger Hans Hahnes, dessen Vorlesungen Benesch bereits 1926/27 besucht hatte.
In Marburg wohnte Benesch in der nationalkonservativen Deutschen Burse, dessen Leitung bei Johann Wilhelm Mannhardt lag.  Er wurde Mitglied der schlagenden Verbindung Germania und fand noch in den 1920er Jahren im deutschnationalen Bund der Artamanen Aufnahme, der als einziger Jugendbund bis 1934 korporativ in die Hitlerjugend übernommen wurde.
Benesch arbeitete während seiner Studienzeit von 1929 bis 1931 als Assistent am zoologischen Institut in Klausenburg, dann ab 1934 mit nationalsozialistischem Selbstverständnis als Dorfpfarrer in Birk bei Sächsisch-Regen in Siebenbürgen. 1934 heiratete er Sunhilt Hahne, die Tochter des bereits erwähnten Professors Hans Hahne.
1936/37 strengte das Konsistorium der Evangelischen Kirche Augsburgischen Bekenntnisses in Rumänien unter Bischof Viktor Glondys ein Amtsenthebungsverfahren gegen Benesch an. Grund waren die nationalsozialistischen politischen Aktivitäten während seiner Dienstzeit.
Erst 13 Jahre nach seinem Tod wurde durch den Historiker Johann Böhm Beneschs „braune Vergangenheit“ bekannt: 1934 war er Mitglied der „radikal-nazistischen“ DVR (Deutsche Volkspartei Rumäniens) geworden und 1939 stellte er in Halle einen Antrag auf Beitritt zur SS, woraufhin er bis zu seiner Rücknahme dieses Antrags als SS-Bewerber geführt wurde. 1941 meldete die deutschsprachige Bistritzer Zeitung, dass Benesch zum neuen Kreisleiter von Sächsisch-Regen und zum stellvertretenden Gebietsführer des Volksbundes der Deutschen in Ungarn ernannt worden sei. Der Volksbund der Deutschen in Ungarn war nationalsozialistisch ausgerichtet, orientierte sich am Deutschen Reich, organisierte sich ab 1940 nach dem Vorbild der NSDAP und der SS und war im Gebiet Bistritz und Sächsisch-Regen mit am Holocaust beteiligt.
Nach dem Anschluss Nordsiebenbürgens an Ungarn infolge des Zweiten Wiener Schiedsspruchs wurde Benesch von 1940 bis 1944 erneut Dorfpfarrer in Birk, und nach der Flucht aus Siebenbürgen im September 1944 – Benesch war für den Treck aus dem Reener Land verantwortlich – war er von Pfingsten 1945 bis Februar 1947 Pfarrer in Neukirchen bei Halle. Am 30. November 1947 wurde er nach neunmonatiger Ausbildungszeit vom Erzoberlenker Emil Bock zum Priester der Christengemeinschaft geweiht und arbeitete als Gemeindepfarrer in Coburg und Kiel, dann von 1958 bis 1985 in Stuttgart als Leiter des Priesterseminars, wo er bis 1987 als Lehrer und (weltweit auf 28 umfangreichen Vortragsreisen) als Vortragsredner tätig war.

## Werke
- Machtkampf und Kirche. Eine Antwort an Dr. Konrad Möcke. Deutsche Volksdruckerei, Kronstadt 1937 (Text online)
- Die Festung Hutberg. Eine jungnordische Mischsiedlung bei Wallendorf, Kreis Merseburg. Dissertation Halle 1941
- Das Ereignis der Himmelfahrt Christi. Urachhaus (Vorträge 1), Stuttgart 1974
- Energiekrisen und Wachstumsgrenzen im Zeichen des Materialismus. Urachhaus (Vorträge 4), Stuttgart 1974
- Zur Bewußtseinskrise der Gegenwart. Autorität – Aggression und Enthemmung – Selbsterziehung, Urachhaus (Vorträge 8), Stuttgart 1975
- Pfingsten heute. Urachhaus (Vorträge 12), Stuttgart 1976
- Ostern. Passion – Tod – Auferstehung. Urachhaus (Vorträge 19), Stuttgart 1978
- Apokalypse. Die Verwandlung der Erde. Eine okkulte Mineralogie. Urachhaus, Stuttgart 1981
- Kiesel.Kalk.Ton. Prozesse in Mineral, Pflanze, Tier und Mensch. Urachhaus, Stuttgart 1983
- Das Religiöse der Anthroposophie. Der kosmische, der umgekehrte Kultus. Die Pforte, Basel 1985
- Ideen zur Kultusfrage. Als zweiter Teil von Das Religiöse der Anthroposophie. Die Pforte, Basel 1986
- Zerstörung und Verwandlung der Erde. Zur Atomfrage aus religiöser Sicht. Urachhaus (Vorträge 35), Stuttgart 1986
- Der Turmalin. Eine Monographie. Urachhaus, Stuttgart 1990
- Leben mit der Erde. Urachhaus, Stuttgart 1993
- Christliche Feste. Weihnachten – Passion – Ostern – Himmelfahrt – Pfingsten. Urachhaus, Stuttgart 1993
- Christliche Feste. Johanni und Michaeli. Urachhaus, Stuttgart 1994
- Christus in der Gegenwart. Beiträge zur Christologie I. Urachhaus, Stuttgart 1995
- Das verborgene Gottesreich auf Erden. Beiträge zur Christologie II. Urachhaus, Stuttgart 1996
- Weihnachten im Sommer feiern? Die christlichen Jahresfeste in der Polarität von Nord- und Südhemisphäre. Urachhaus, Stuttgart 1998
- Zur Äthergeographie der Erde. Christus in den Sphären von Erde und Mensch. Urachhaus, Stuttgart 2000
- Schöpfungswort – Menschensprache – Zukunftswort. Verlust und Wiedergewinnung des lebendigen Sprachquells. Herausgegeben von Institut für Sprachgestaltung Unterlengenhardt, Marie-Steiner-Verlag, Bad Liebenzell 2004, ISBN 978-3-9808022-5-3.
- Das Turmalinjahr. Urachhaus, Stuttgart 2007, ISBN 978-3-8251-7607-5.